# Mispila nicobarica
Mispila nicobarica är en skalbaggsart som beskrevs av Stefan von Breuning 1960. Mispila nicobarica ingår i släktet Mispila och familjen långhorningar. Inga underarter finns listade i Catalogue of Life.